# Antonio de San José Pontones
Antonio de San José Pontones est un frère hiéronymite et architecte espagnol, né probablement à Liérganes en 1710, et mort le 17 octobre 1774 au monastère de La Mejorada.
Avant son entrée dans l'ordre de Saint-Jérôme au Real Monasterio de la Mejorada (es), le 8 septembre de 1744, son nom était Pedro Antonio de Pontones Lomba.
Son style architectural correspond au baroque tardif qui a été qualifiée d'alternative entre le classicisme espagnol, le baroque italien et l'ingénierie française.

## Biographie
Il est intervenu sur 171 édifices, avec plus de 50 projets documentés.
Il est le fils de Antonio de Pontones Rubalcava, maître maçon originaire de Liérganes, travaillant à Palencia et Escalona (province de Cuenca), auprès duquel il s'est formé. Il a alors été chargé des travaux dans ces régions. Puis il a quitté Escalona pour s'installer à Valladolid pour se former à l'architecture. En 1741, il fait une expertise sur la réparation du pont de la Pateria[Quoi ?] à Valladolid. Il a restauré les voûtes du monastère de San Benito de Sahagún. Il a construit la chapelle del Pilar de la cathédrale de Ciudad Rodrigo ainsi que d'autres ouvrages en Castille-et-León. À la suite d'un procès, il est entré dans les ordres.
Ses principaux ouvrages ont été des monastères hiéronymites : le monastère hiéronymite de San Pedro de la Ñora (es) (La Ñora, Murcie), surnommé l'Escurial murcien, le Real Monasterio de la Mejorada (es) (Olmedo) et le monastère de Nuestra Señora del Prado (es) (Valladolid).
Au monastère de San Lorenzo de l'Escurial, il a fait des réparations au cloître des Évangélistes en 1769, un arc de communication entre les bâtiments des offices en 1770-1771, la maison des frères et tracé la route qui va du pont del Tercio jusqu'à l'Escurial en 1771-1772.
En dehors de ses interventions pour des monastères, il est intervenu à la grande sacristie de la cathédrale de Burgos, la transformation de l'église de Santa María del Salvador (en) (Chinchilla de Monte-Aragón) et la chapelle de la Vierge del Carmen de l'église de Santiago (es) de Alcazarén (province de Valladolid). Il a aussi été conseiller pour la transformation de la cathédrale de Murcie.
Le Conseil de Castille l'a chargé de plusieurs expertises sur des problèmes d'ingénierie de ponts et de chaussées.
À partir de 1754, il a travaillé avec Juan de Sagarvinaga. Ils ont travaillé ensemble, le père Pontones comme concepteur et Juan de Sagarvinaga chargé de l'exécution. Leur première collaboration en 1754 se fait sur le Colegio de Santa Cruz de Valladolid, puis sur grand pont d'Alba de Tormes en 1757, sur la coupole de la nouvelle cathédrale de Salamanque (1757-1759), sur la réparation du pont romain de Salamanque et le pont del Zurgén en 1760, ainsi que sur d'autres ponts à Langa de Duero, de Quemada et Encinas de Esgueva (1763).
En 1765, Juan de Sagarvinaga a fait un relevé des importantes fissures dans le clocher ou torre de las Campanas de la cathédrale de Salamanque à la suite du séisme de 1755 et s'inquiète de la situation. Le 11 juillet 1766, le padre Pontones est appelé par le chapitre de la cathédrale pour faire une expertise de la tour. Il est à Salamanque le 13 août et rédige son avis où il indique qu'il n'y a pas de solution de réparation pour la tour. Le 25 août, il se réunit avec Francisco Moradillo (es) et le frère architecte capucin Antonio Manzanares. Il demande d'étançonner la tour mais ses collègues sont moins pessimistes ; ils proposent cependant de démonter les pinacles et de descendre les cloches. Devant les avis contraires, le chapitre convoque l'architecte Ventura Rodríguez. Il remet son rapport d'expertise le 21 novembre 1766 où il écrit que la ruine de la tour devrait fatalement se produire. Ventura Rodríguez propose de la démolir et d'en construire deux autres. Mais le 24 novembre 1766, le chapitre a décidé de consulter l'architecte français Baltasar Dreveton qui a réparé les tours des cathédrales de Cordoue et de Grenade. Ce dernier est arrivé à Salamanque fin décembre et rédige son rapport d'expertise le 6 janvier 1767 dans lequel il a dessiné la solution proposée pour réparer le clocher en appuyant sa proposition sur l'exemple de la tour de la cathédrale de Cordoue. Sa solution est acceptée. Elle est réalisée par Jerónimo García de Quiñones entre le 15 février 1768 et le 14 janvier 1771,.
Il a écrit plusieurs ouvrages :
- Arte de molineros o Tesoro Económico para La Mejorada,
- Architectura Hydráulica en las fábricas de puentes. Méthodo de proyectarlos y repararlos. Instrucción a los maestros de cuanto conviene saber para executar esta calidad de obras (1759-1768)[6].